# レオナルド3世トッコ
レオナルド3世トッコ（ギリシア語: Λεονάρδος Γ΄ Τόκκος、英語: Leonardo III Tocco、在位：1448年 - 1449年）とは、最後のエピロス専制侯国の君主、アドリア海の島々、ケファロニファ島の領主（伯）。

## 生涯
レオナルド3世はオルシーニ家の血縁でケファロニア伯領を継いでいたアルバニア系貴族・トッコ家の出身であった。父はエピロスの専制公カルロ2世トッコ、母はラモンディナであった。1448年10月の父の死後、エピロスの専制公に即位する。
そのわずか1年後、1449年のオスマン朝によるエピロス専制侯国の攻撃を受け、結果征服されてオスマン帝国のスルターンの支配下に入った。しかし、レオナルド3世は1479年までケファロニファに所領を持ち続け、その地を伯として領有する。また、レフカス公の称号も称した。
しかし、そのわずかな所領もオスマン朝に接収され、レオナルド3世はナポリ王国への亡命を余儀なくされた。しかし、ナポリ王国ヘの亡命後もその地でエピロスの専制公を称し続けた。また、レオナルド3世の長子・カルロ3世トッコもエピロスの後継者を名乗った。
1499年、ナポリ王国で死去した。

## 子女
ミリカ・セルビアと言うセルビア人の妃との間に、レオナルド3世は以下の子供を授かる。
- カルロ3世トッコ（1464年〜1518年）、レオナルド3世の財産と共にエピロス専制公の位等の称号を引き継いだ。

また、側室フランチェスカ・マルッツァーノとの間には、以下の子女が生まれた。
- レオノーラ・トッコ（修道女）
- マリア・トッコ（後に、貴族ピエトロ・タラマンカと結婚した）
- ピエトロ・トッコ（若くして死んだと考えられる）
- ラモンディナ・トッコ（1492年3月1日にはアントニオ・マリア・ピコ・デッラ・*ミランドラ伯爵と結婚した。）
- フェランテ・デ・トッコ（1535年死去） ミラーによれば、フェランテは1506年にイングランドのヘンリー7世の宮廷のスペイン大使を務めました。フェランテの息子であるベネットトッコは、1572年から1583年にジローナの司教となった。ベネットは、1583年から1585年の彼の死まで、リェイダの司教も務めた。
- ヒッポリタ・トッコ